# Teatro Petruzzelli
El Teatro Petruzzelli (1903), en la ciudad de Bari, es uno de los más bellos teatros de ópera de Italia y el cuarto en cuanto a capacidad. Puede albergar hasta 4000 espectadores.

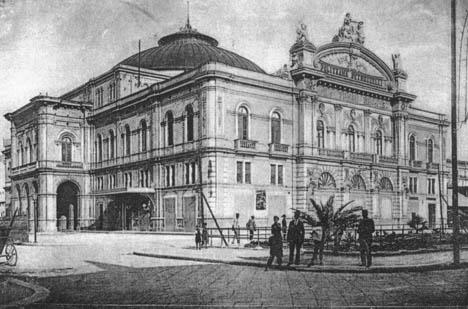

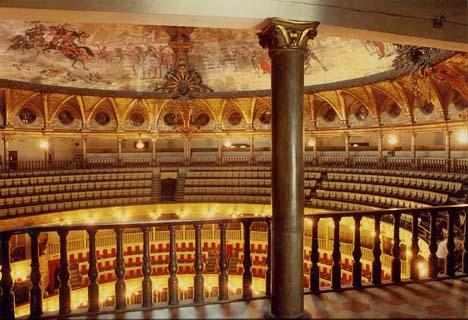

Triste causa célebre de la justicia italiana fue incendiado por manos anónimas - los tribunales probaron luego que fue su empresario para cobrar el seguro - el 26 de noviembre de 1991 y las tareas de reconstrucción han terminado en 2008. 
La reapertura del teatro se produjo el 12 de octubre de 2009.
Proyecto de los comerciantes de Bari, Onofrio y Antonio Petruzzelli realizado por Angelo Cicciomessere con frescos de Raffaele Armenise (destruidos en el incendio) se inició su construcción en1898 inaugurándose el 14 de febrero de 1903 con Los Hugonotes de Giacomo Meyerbeer.
En el siglo XVIII ya el teatro en ese predio había acogido el estreno italiano de Ifigenia en Tauride de Niccolo Piccinni en 1779 y la versión napolitana de I Puritani de Vincenzo Bellini con María Malibrán.
A través de su historia su escenario tuvo la presencia de figuras como  Herbert von Karajan, Rudolf Nuréyev, Frank Sinatra, Ray Charles, Liza Minnelli, Eduardo De Filippo, Riccardo Muti, Renato Bruson, Carla Fracci, Luciano Pavarotti, Piero Cappuccilli y otros.